# Lipoproteína de alta densidade
A lipoproteína de alta densidade (em inglês: High Density Lipoprotein - HDL) faz parte da família das lipoproteínas. É chamada de "colesterol bom", porque se acredita que ela seja capaz de retirar ateromas das artérias.[carece de fontes?]
O HDL transporta colesterol dos tecidos do corpo humano ao fígado - o chamado transporte reverso do colesterol. Isso diminui a quantidade de colesterol no sangue ou aquele presente em células, diminuindo os riscos do surgimento de doenças que a hipercolesterolemia provoca, como doenças coronarianas, opacidades córneas e xantomas planares.
O HDL "recebe" parte do colesterol do LDL ao mesmo tempo em que "dá" apoproteínas para ele, facilitando assim a volta do LDL ao fígado e evitando que o mesmo fique na circulação sanguínea.

## Faixas recomendadas
A Associação Americana do Coração, NIH e NCEP relacionam os níveis de HDL de um homem em jejum e o risco para doenças do coração:
| Nível mg/dL                      | Nível mmol/L | Interpretação                                                            |
| <40 (homens), <50 (mulheres)     | <1,03        | Baixo nível de colesterol HDL, risco aumentado de doença cardíaca        |
| 40–59 (homens), 50-59 (mulheres) | 1,03–1,52    | Nível médio de HDL                                                       |
| >60                              | >1,55        | Alto nível de HDL, condição ideal para proteção contra doenças cardíacas |